# Paragotoeidae
Paragotoeidae é uma família de cnidários hidrozoários da ordem Anthomedusae.

## Géneros
- Paragotoea Kramp, 1942